# Podmolniški graben
Podmolniški graben je pritok potoka Dobrunjščica, ki teče skozi naselje Sostro pri Ljubljani in se izliva v Ljubljanico. Podmolniški graben se imenuje po naselju Podmolnik.